# L'Impossible (magazine)
Pour les articles homonymes, voir Impossible (homonymie).
L'Impossible est un journal mensuel créé par Michel Butel. Son sous-titre, L'Autre journal, fait référence à une autre création du journaliste dont la diffusion avait cessé vingt ans auparavant. Le premier numéro de L'Impossible, daté de février, est sorti en mars 2012 dans les kiosques et les librairies. Selon la rédaction, le nombre d'exemplaires vendus par numéro s'élevait environ à 8 500 en 2013.

## Ligne éditoriale
L'Impossible offre un traitement de l'actualité froide et de sujets de société. Les articles ne sont pas rédigés dans un objectif purement informatif, mais ils recherchent un traitement original des sujets, éloigné des codes de la presse hebdomadaire à grand tirage. Les genres peuvent être l'analyse sémantique, le témoignage, le reportage, l'enquête, la chronique, etc., toujours dans un souci de créativité littéraire.
Michel Butel a ainsi déclaré dans la préface de l'anthologie de L'Autre Journal : « Je mettais la presse, et je mets toujours la presse – je conçois que ça soit assez bizarre, et peut-être avec les années qui passent de plus en plus bizarre, vu ce qu’est devenue la presse ou ce qu’elle persiste à être – à l’égal d’une œuvre. »
Le magazine compte également une rubrique humoristique et parodique : « Drôleries & Cie », dans laquelle se trouvent entre autres BD (Le Travail Impossible, dessiné par Benoît Jacquot), recettes de cuisine, ou tests de personnalité.
Jean-Jacques Salgon est l'auteur des mots croisés. Marta Ortzel, François Génot, Julie Rousset, Miguèle Clemessy font partie des personnes ayant fourni des illustrations à l'Impossible.
Suzanne Doppelt (Petite encyclopédie arbitraire), Francis Marmande, Hélène Hazera, Delfeil de Ton (les dialogues des clowns Palomar et Zigomar), Béatrice Leca figurent parmi les plumes régulières de la revue. Avital Ronell, Yann Moulier Boutang ou Xavier de la Porte y ont également occasionnellement écrit.

## Historique
Les neuf premiers numéros font 16x23,5 cm, à partir du dixième numéro il passe à un format 15x21cm.
La publication de L'Impossible cesse à l'automne 2013 au bout de 14 numéros, en raison des problèmes de santé de son fondateur en septembre,. Le journal était déjà fragilisé par des soucis financiers permanents, dus entre autres à un litige avec Presstalis, leur premier distributeur avant les Messageries Lyonnaises de Presse (à partir du numéro 3), et des ventes insuffisantes pour atteindre l'équilibre économique. Dans le numéro 14 Butel évoque le recours possible à du crowdfunding pour financer les numéros suivants.